# Список нагоджених орденом Трудового Червоного Прапора УСРР

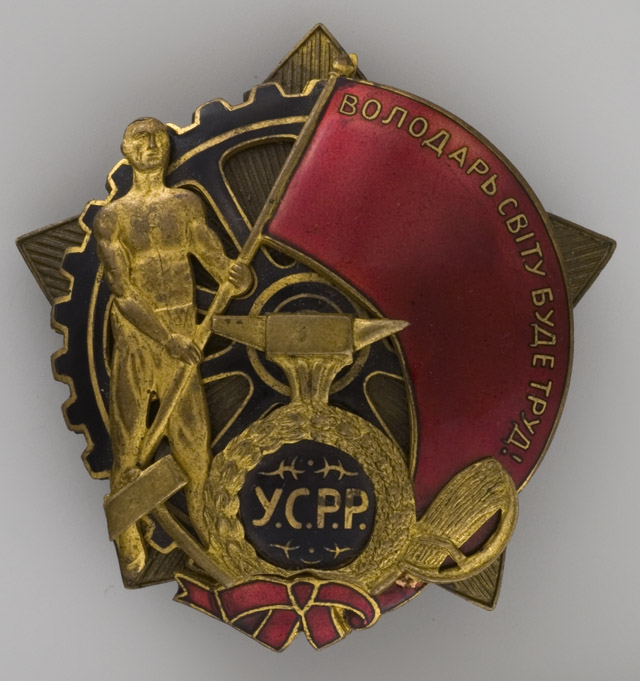
Орден Трудового Червоного Прапора УСРР

Це список осіб, нагороджених орденом Трудового Червоного Прапора УСРР у алфавітному порядку. За час нагороджень цим орденом, з травня 1921 року до початку 1933 року, ним було відзначено понад 350 осіб та більше 30 колективів. Точний підрахунок нагороджених ускладнює недбальство в обліку нагороджених та очевидне недотриманню черговості у видачі номерних орденських знаків. Є згадки про спеціальну книгу реєстру
нагороджених, що була при Секретаріаті ВУЦВК. Розшукати її, поки не вдалося. Наявна інформація та підрахунок кількості нагороджених наводиться відповідно до досліджень окремих фалеристів, тому може бути неостаточною.
Орден Трудового Червоного Прапора УСРР — єдиний орден УСРР (УРСР). Згідно зі статутом ордена, ним нагороджували окремих громадян і колективи трудящих України та інших тодішніх радянських республік. Даний трудовий орден надавався як героям праці, так і військовослужбовцям і співробітникам ДПУ (предтечі НКВС), що відзначились у справі оборони радянського ладу в Україні. Право нагороджувати орденом належало виключно Президії ВУЦВК.

## Статистика нагороджень
За статтю
| Чоловіки | >340 |
| Жінки    | ~10  |

## Списки нагороджених орденом

### Нагороджені особи
| № п/ п | Прізвище та ініціали                        | Національність | З якого населеного пункту або регіону (на час нагородження) | Посада чи професія (на час нагородження)                     | Реляція | Номер ордена | Дата нагородження |
| ------ | ------------------------------------------- | -------------- | ----------------------------------------------------------- | ------------------------------------------------------------ | --- | ------------ | ----------------- |
| 1      | Александрова Л. Г.                          |                |                                                             |                                                              | |              | 31.07.1930        |
| 2      | Алексєєв Г. Д.                              |                |                                                             | робітник                                                     | |              | 20.03.1932        |
| 3      | Анісенко Л. М.                              |                |                                                             |                                                              | |              | 31.07.1930        |
| 4      | Антонович В. І.                             |                |                                                             | директор радгоспу                                            | |              | 31.10.1932        |
| 5      | Апостолов К. К.                             |                |                                                             | чабан колгоспу                                               | |              | 31.10.1932        |
| 6      | Апсіт А. І.                                 |                |                                                             | робітник заводу ВЕК                                          | | 124          | 06.01.1923        |
| 7      | Бабець П. В.                                |                | Харківська губернія                                         | помічник майстра                                             | | 90           | 03.11.1922        |
| 8      | Балицький В. А.                             | українець      |                                                             | голова ДПУ УСРР                                              | | 329          | 05.08.1931        |
| 9      | Басихін В. І.                               |                |                                                             | ст. інспектор конвойної варти                                | | 209          | 17.09.1925        |
| 10     | Батутов Т. П.                               |                |                                                             | шахтар-забійник                                              | | 230          | 14.03.1925        |
| 11     | Батхан Е. А.                                |                | Кременчуцька губернія                                       | чоботар                                                      | | 74           | 01.11.1922        |
| 12     | Бачинський М. С.                            | поляк          | Харків                                                      | робітник фельдзв'язку                                        | |              | 13.12.1931        |
| 13     | Башкатов Г. С.                              |                |                                                             | голова райвиконкому                                          | |              | 05.09.1931        |
| 14     | Безлатний Є. З.                             |                | Миколаївська губернія                                       | робітник-ливарник                                            | | 179          | 01.11.1922        |
| 15     | Беков М. М.                                 |                |                                                             | робочий-суднобудівник                                        | | 141          | 04.11.1923        |
| 16     | Беліков Я. М.                               |                | Кременчуцька губернія                                       | майстер-ливарник                                             | | 11           | 01.11.1922        |
| 17     | Бенюх Г. А.                                 |                | Миколаївська губернія                                       | метранпаж видавництва                                        | | 173          | 01.11.1922        |
| 18     | Бербеко О. Т.                               |                | Одеса                                                       | льотчик авіазаводу № 7                                       | |              | 07.04.1925        |
| 19     | Бережанський М. З.                          |                |                                                             | набірник типографії                                          | | 3            | 17.08.1921        |
| 20     | Березкін М. І.                              |                | Чернігівська губернія                                       | майстер залізничного депо                                    | | 146          | 03.11.1922        |
| 21     | Бессонов Т. Ф.                              |                | Харківська губернія                                         | набірник типографії                                          | | 103          | 03.11.1922        |
| 22     | Блакитний В. М.                             | українець      | Харків                                                      | редактор газети «Вісти ВУЦВК»                                | За невтомну роботу на користь робітниче-селянських мас (посмертно) |              | 05.02.1925        |
| 23     | Богданов М. С.                              |                | Харків                                                      | начальник постачання УкрВО                                   | |              | 14.02.1928        |
| 24     | Бондарев Т. Л.                              | росіянин       | Дніпропетровськ                                             | колишній червоногвардієць                                    | | 152          | 03.01.1928        |
| 25     | Бондарев Х. В.                              |                |                                                             | шахтар-забійник                                              | | 199          | 14.03.1925        |
| 26     | Бондаренко Г. І.                            |                |                                                             | робочий-хімік                                                | |              | 05.11.1926        |
| 27     | Боркун І. В.                                |                | Одеська губернія                                            | голова заводського комітету                                  | | 23           | 03.11.1922        |
| 28     | Брик К. А.                                  |                | Миколаївська губернія                                       | голова повітового профсоюзного бюро                          | | 182          | 01.11.1922        |
| 29     | Бронєвой О. Й.                              | єврей          | Харків                                                      | співробітник ДПУ УСРР                                        | |              | 20.12.1932        |
| 30     | Булавін М. М.                               |                | Катеринославська губернія                                   | вальцювальник                                                | | 56           | 01.11.1922        |
| 31     | Бургомістр В. Є.                            |                |                                                             | незаможник                                                   | |              | 01.09.1930        |
| 32     | Буркат Г. М.                                |                | Кременчуцька губернія                                       | заст. завідувача тютюновою фабрикою                          | | 75           | 01.11.1922        |
| 33     | Бурлак Д. В.                                |                | Миколаївська губернія                                       | машиніст                                                     | | 181          | 01.11.1922        |
| 34     | Бурлак Ф. Г.                                |                | Катеринославська губернія                                   | садівник                                                     | | 53           | 01.11.1922        |
| 35     | Бурлуцький М. А.                            |                |                                                             | шахтар-зарубщик                                              | | 194          | 14.03.1925        |
| 36     | Бурикін І. М.                               |                |                                                             | шахтар                                                       | |              | 07.05.1926        |
| 37     | Бурштин С. Ю.                               |                |                                                             | начальник воєнно-санітарного управління УкрВО                | | 876          | 08.05.1928        |
| 38     | Вакс Л. Ш.                                  |                | Волинська губернія                                          | чоботар                                                      | | 153          | 01.11.1922        |
| 39     | Ведел С. М.                                 |                |                                                             | незаможник                                                   | |              | 01.09.1930        |
| 40     | Величинський В. С.                          |                |                                                             | робочий-судобудівник                                         | | 241          | 06.04.1926        |
| 41     | Верба І. І.                                 |                | Кременчуцька губернія                                       | механік-телеграфіст                                          | | 70           | 01.11.1922        |
| 42     | Вертелецький П. Т.                          |                |                                                             | незаможник                                                   | |              | 01.09.1930        |
| 43     | Воєвода М. І.                               |                |                                                             |                                                              | |              | 31.07.1930        |
| 44     | Воєводін І. К.                              |                | Київська губернія                                           | робочий-мебляр                                               | | 60           | 01.11.1922        |
| 45     | Войчицький І. І.                            |                | Подільська губернія                                         | набірник типографії                                          | | 129          | 03.11.1922        |
| 46     | Володич Г. А.                               |                | Чернігівська губернія                                       | машиніст паротягу                                            | | 144          | 03.11.1922        |
| 47     | Володичев А. С.                             |                | Катеринославська губернія                                   | слюсар-машиніст                                              | | 57           | 01.11.1922        |
| 48     | Вольфсон А. Я.                              |                |                                                             | співоробітник робітничо-селянської міліції УРСР              | |              | 09.11.1932        |
| 49     | Воробйов                                    |                |                                                             | шахтар                                                       | |              | 06.03.1928        |
| 50     | Воропаєв А. Г.                              |                |                                                             | голова волостного виконкому                                  | | 119          | 09.12.1922        |
| 51     | Воскобойников Т.                            |                |                                                             | шахтар-забійник                                              | | 233          | 14.03.1925        |
| 52     | Ганенко В. І.                               |                | Кременчуцька губернія                                       | голова робіткому радгоспу                                    | | 71           | 01.11.1922        |
| 53     | Гей Й.                                      |                | Одеська губернія                                            | робітник швейної фабрики                                     | «Член союзу Швейної промисловості, 63 роки. Як ветерана праці за 43-річну роботу у виробництві та сприянні організації союзу» | 22           | 03.11.1922        |
| 54     | Гелерман М. С.                              |                | Волинська губернія                                          | формувальник фаянсового заводу                               | |              | 01.11.1922        |
| 55     | Гельков К. В.                               |                | Катеринославська губернія                                   | голова губвідділу профсоюзу                                  | | 37           | 01.11.1922        |
| 56     | Гершельман В. К.                            |                |                                                             | воєнрук Харківського ІНО                                     | |              | 14.02.1928        |
| 57     | Гессе Ю. Г.                                 |                | Полтавська губернія                                         | інструктор ремісничого училища                               | «70 років, член союзу металістів. Робітника-інструктора чугунно-ливарного заводу, як ветерана праці, що 62 роки працює на виробництві і 37-річну роботу інструктором Ремісничого училища, що сприяв створеню кадрів кваліфікованик робітників» | 77           | 03.11.1922        |
| 58     | Гетьманенко Г. Є.                           |                | Миколаївська губернія                                       | вантажник                                                    | | 174          | 01.11.1922        |
| 59     | Главацький О. О.                            | українець      | Харків                                                      | помічник начальника Окружних шляхів сполучення               | «за корисну, енергічну і плодовиту працю з полегшення транспортної кризи в Україні» | 114          | 03.11.1922        |
| 60     | Гольденберг Я. С.                           |                | Волинська губернія                                          | робочий-формувальник                                         | |              | 01.11.1922        |
| 61     | Гончаренко В. П.                            |                | Одеська губернія                                            | коваль                                                       | | 112          | 03.11.1922        |
| 62     | Грабін Л. Б.                                |                |                                                             | начальник цеху                                               | | 307          | 31.10.1932        |
| 63     | Гринь М. С.                                 |                |                                                             | незаможник                                                   | |              | 01.09.1930        |
| 64     | Гринь-Яценко Б. І.                          |                |                                                             | незаможник                                                   | |              | 01.09.1930        |
| 65     | Грищенко А. І.                              |                |                                                             | робочий-судобудівник                                         | | 167          | 04.11.1923        |
| 66     | Громова А. І.                               |                | Одеська губернія                                            | робітниця джутової фабрики                                   | «67 років, робітниця джутової фабрики. Як ветерана праці, за 40-річну працю на виробництві без перерви і за порятунок союзного прапора під час німецької окупації»                                                                             | 19           | 03.11.1922        |
| 67     | Губарь К. А.                                |                |                                                             | незаможник                                                   | |              | 01.09.1930        |
| 68     | Гузярь Ф. К.                                |                |                                                             | незаможник                                                   | |              | 01.09.1930        |
| 69     | Гук М. В.                                   |                |                                                             | незаможник                                                   | |              | 01.09.1930        |
| 70     | Гуренко І. Ф.                               |                |                                                             | молодший міліціонер                                          | |              | 02.02.1927        |
| 71     | Гурницький І. І.                            |                |                                                             | незаможник                                                   | |              | 01.09.1930        |
| 72     | Гусаков С.П                                 |                |                                                             | голова волостного виконкому                                  | | 118          | 09.12.1922        |
| 73     | Гусятникова П. В.                           |                | Київ                                                        | помічник завідувача виробництвом                             | |              | 31.10.1932        |
| 74     | Давидов Ф. М.                               |                |                                                             | шахтар-забійник                                              | | 214          | 07.05.1926        |
| 75     | Дерюпін М. С.                               |                |                                                             | старший міліціонер                                           | |              | 02.02.1929        |
| 76     | Дикий І. П.                                 |                |                                                             | незаможник                                                   | |              | 01.09.1930        |
| 77     | Добродицький М. І.                          | росіянин       |                                                             | начальник особливого відділу ДПУ УСРР                        | |              | 31.10.1932        |
| 78     | Довбиш О. Ф.                                | українець      | Луганськ                                                    | начальник міліції Луганської округи                          | |              | 02.02.1929        |
| 79     | Довгалев В. Г.                              |                | Катеринославська губернія                                   | робочий-котельщик                                            | | 29           | 01.11.1922        |
| 80     | Дорофєєв П. М.                              |                | Катеринославська губернія                                   | робочий-слюсар                                               | | 35           | 01.11.1922        |
| 81     | Дрегер Р. Ю.                                |                | Миколаївська губернія                                       | круподер                                                     | | 170          | 01.11.1922        |
| 82     | Дровлиненко Ф. Д.                           |                | Харківська губернія                                         | робочий-токар                                                | | 91           | 03.11.1922        |
| 83     | Друскіс Ф. С.                               | литовець       |                                                             | співробітник ДПУ УСРР                                        | |              | 20.12.1932        |
| 84     | Дударчик М. І.                              |                |                                                             | співробітник ДПУ УСРР                                        | |              | 20.12.1932        |
| 85     | Ергант В. К.                                |                |                                                             | інженер-залізничник                                          | |              | 25.07.1931        |
| 86     | Єлінареєнко В. М.                           |                |                                                             | шахтар-забійник                                              | | 234          | 14.03.1925        |
| 87     | Єлькін Є. Д.                                |                |                                                             | працівник фельдзв'язку                                       | |              | 13.12.1931        |
| 88     | Ємельянов О. О.                             |                |                                                             | співробітник ДПУ УСРР                                        | |              | 20.12.1932        |
| 89     | Єременко А. А.                              |                | Чернігівська губернія                                       | робочий-столяр                                               | | 148          | 03.11.1922        |
| 90     | Єфимов Г. М.                                |                | Катеринославська губернія                                   | помічник механіка                                            | | 31           | 01.11.1922        |
| 91     | Єфимов Я. С.                                |                | Харківська губернія                                         | завідувач тютюновою фабрикою                                 | | 105          | 03.11.1922        |
| 92     | Жебраков Я. Т.                              |                |                                                             | шахтар-саночник                                              | | 217          | 14.03.1925        |
| 93     | Жовтий С. К.                                |                |                                                             | вчитель сільської школи                                      | | 238          | 06.04.1926        |
| 94     | Забєлін А. Я.                               |                |                                                             | начальник виправно-трудового закладу                         | |              | 31.10.1932        |
| 95     | Забіяко Т. В.                               |                |                                                             | начальник забезпечення УПВО НКВС УСРР                        | |              | 18.12.1930        |
| 96     | Завіцький Г. М.                             | латиш          |                                                             | директор Електротресту                                       | | 136          | 24.01.1923        |
| 97     | Зав'ялов А. І.                              |                |                                                             | начальник штабу конвойної дивізії                            | |              | 20.12.1932        |
| 98     | Задорожний М. Г.                            |                | Харківська губернія                                         | робочий-столяр                                               | | 113          | 03.11.1922        |
| 99     | Закопайло Р. Г.                             |                | Харківська губернія                                         | робочий млина                                                | | 104          | 03.11.1922        |
| 100    | Захаров В. І.                               |                |                                                             | робочий                                                      | | 219          | 07.05.1926        |
| 101    | Зеленко Є.                                  |                | Київська губернія                                           | набірник типографії                                          | | 67           | 01.11.1922        |
| 102    | Зуєв А. А.                                  |                | Подільська губернія                                         | помічник машиніста млина                                     | | 135          | 03.11.1922        |
| 103    | Зусманович Г. М.                            | єврей          |                                                             | командир 2-ї конвойної дивізії                               | |              | 20.03.1932        |
| 104    | Іванищев І. В.                              |                |                                                             | шахтар-зарубник                                              | | 192          | 14.03.1925        |
| 105    | Іванов В. С.                                |                |                                                             | комісар ЮЗШОСу                                               | | 5            | 08.06.1921        |
| 106    | Іванов С. Я.                                |                | Одеська губернія                                            | робочий судоремонтник                                        | | 111          | 03.11.1922        |
| 107    | Іванова С. Г.                               |                | Київська губернія                                           | службовець телеграфу                                         | | 62           | 01.11.1922        |
| 108    | Ікрянський Д. І.                            |                | Харківська губернія                                         | робочий-бляхар                                               | | 87           | 03.11.1922        |
| 109    | Іоселевич І. А.                             |                | Волинська губернія                                          | набірник типографії                                          | | 154          | 01.11.1922        |
| 110    | Кавчигін Ф. І.                              |                | Миколаївська губернія                                       | голова профкому                                              | | 177          | 01.11.1922        |
| 111    | Козак А. Д.                                 |                | Катеринославська губернія                                   | робочий-дротівник                                            | | 52           | 01.11.1922        |
| 112    | Казимир М. К.                               |                |                                                             | незаможник                                                   | |              | 01.09.1930        |
| 113    | Калінін К. О.                               |                | Харків                                                      | авіаконструктор                                              | |              | 01.09.1930        |
| 114    | Калінніков М. П.                            |                | Катеринославська губернія                                   | робочий-коваль                                               | | 28           | 01.11.1922        |
| 115    | Калнинь К. П.                               |                |                                                             | робочий заводу ВЕК                                           | | 126          | 06.01.1923        |
| 116    | Калошин В. М.                               |                | Харківська губернія                                         | робочий-ливарник                                             | | 108          | 03.11.1922        |
| 117    | Канторович С. І.                            |                | Харків                                                      | завідувач Харківського губернського відділу охорони здоров'я | | 1            | 01.03.1922        |
| 118    | Капустін Ф. Є.                              |                |                                                             | робочий-хімік                                                | |              | 05.11.1926        |
| 119    | Карась С. С.                                |                | Полтавська губернія                                         | набірник типографії                                          | «66 років, член союзу працівників поліграфічного виробництва, набірник 2-ї Радтипографії. Як ветерана праці за 51-літню роботу у виробництві»                                                                                                  | 76           | 03.11.1922        |
| 120    | Кардусов М. Ф.                              |                | Катеринославська губернія                                   | робочий-каменяр                                              | | 48           | 01.11.1922        |
| 121    | Карелін В. П.                               |                |                                                             | співробітник ДПУ УРСР                                        | |              | 20.12.1932        |
| 122    | Карнаухов Г. К.                             |                | Кременчуцька губернія                                       | вибійник млина                                               | | 72           | 01.11.1922        |
| 123    | Карпов А. І.                                |                | Миколаївська губернія                                       | робочий-токар                                                | | 180          | 01.11.1922        |
| 124    | Карташов М. А.                              |                | Катеринославська губернія                                   | робочий-горновий                                             | | 46           | 01.11.1922        |
| 125    | Каспарьянц І. К.                            |                |                                                             | техкерівник з відновлення Наводницького мосту у Києві        | | 2/878        | 08.06.1921        |
| 126    | Касперський Ф.Ф                             |                | Полтавська губернія                                         | робочий-токар                                                | «44 роки, Член союзу металістів. Токаря 1-го держштампувального заводу і голови фабрзавкому за безкорисливу та глибоко-свідому роботу і сприяння збереження виробництва»                                                                       | 78           | 03.11.1922        |
| 127    | Касьян Р.Г                                  |                |                                                             | співробітник робочо-селянської міліції УРСР                  | |              | 09.11.1932        |
| 128    | Кильбергер В. В.                            |                | Катеринославська губернія                                   | кисневий мастер                                              | | 40           | 01.11.1922        |
| 129    | Кириченко К. П.                             |                |                                                             | незаможник                                                   | |              | 01.09.1930        |
| 130    | Кисельов Ф. Я.                              |                |                                                             | робочий-судобудівник                                         | | 242          | 06.04.1926        |
| 131    | Кишков М. М.                                |                | Одеська губернія                                            | робочий соляних промислів                                    | «50 років, член союзу гірничих робітників. Робочого соляних промислів (басейнщика) за 30-літню роботу і сприяння розвитку і покращенню виробництва.»                                                                                           | 20           | 03.11.1922        |
| 132    | Клюєв Т. Г.                                 |                | Катеринославська губернія                                   | робочий-вальцювальник                                        | | 50           | 01.11.1922        |
| 133    | Ключарьов П. П.                             |                | Катеринославська губернія                                   | майстер-телеграфіст                                          | | 42           | 01.11.1922        |
| 134    | Ковальський Ф. Б.                           |                | Одеська губернія                                            | завідувач телефонної станції                                 | | 109          | 03.11.1922        |
| 135    | Ковальський Я. І.                           |                |                                                             | начальник ремонтного потягу                                  | | 239          | 17.09.1925        |
| 136    | Козельський Б. В.                           | єврей          |                                                             | співробітник ДПУ УРСР                                        | |              | 20.12.1932        |
| 137    | Козловський А. С.                           |                | Харківська губернія                                         | робочий-ткач                                                 | | 95           | 03.11.1922        |
| 138    | Колбасевич В. Д.                            |                | Чернігівська губернія                                       | монтер                                                       | | 150          | 03.11.1922        |
| 139    | Комаров М. Я.                               |                |                                                             | шахтар-забійник                                              | | 188          | 14.03.1925        |
| 140    | Комнатний В. В.                             |                | Харківська губернія                                         | робочий-слюсар                                               | | 83           | 03.11.1922        |
| 141    | Кондратович С. П.                           |                | Київська губернія                                           | робочий-токар                                                | |              | 01.11.1922        |
| 142    | Кононов Є. Г.                               |                |                                                             | робочий-тесляр                                               | | 191          | 14.03.1925        |
| 143    | Коносевич І. К.                             |                |                                                             | робочий-судобудівник                                         | | 165          | 04.11.1923        |
| 144    | Корж П. П.                                  |                |                                                             | робочий-коваль                                               | | 82           | 14.03.1923        |
| 145    | Коробочкіна М. П.                           |                | Чернігівська губернія                                       | робочий порохового заводу                                    | | 149          | 03.11.1922        |
| 146    | Корольов І. Я.                              |                |                                                             |                                                              | |              | 23.12.1927        |
| 147    | Корольков М. В.                             |                |                                                             | начальник міліції Харкова                                    | |              | 02.02.1927        |
| 148    | Костенко В. М.                              |                | Одеська губернія                                            | робочий-чинбар                                               | «член союзу чинбарів, за багатолітню роботу на виробництві і сприяння його правильній його постановки» | 17           | 03.11.1922        |
| 149    | Кохановський І. О.                          |                | Одеська губернія                                            | робочий-тесляр                                               | | 13           | 03.11.1922        |
| 150    | Кравцов М. А.                               |                |                                                             | шахтар-забійник                                              | | 216          | 07.05.1926        |
| 151    | Кравченко І. О.                             |                |                                                             | робочий                                                      | |              | 20.03.1932        |
| 152    | Кравчина Ф. Ф.                              |                | Одеська губернія                                            | боцман Доброфлоту                                            | | 110          | 03.11.1922        |
| 153    | Красін В. Ф.                                |                | Катеринославська губернія                                   | залізничник                                                  | | 33           | 01.11.1922        |
| 154    | Краукліс Я. К.                              | латиш          | Дніпропетровськ                                             | співробітник ДПУ УРСР                                        | |              | 20.12.1932        |
| 155    | Крейцбург І. К.                             |                |                                                             | співробітник ДПУ УРСР                                        | |              | 20.12.1932        |
| 156    | Кресан І. С.                                |                |                                                             | незаможник                                                   | |              | 01.09.1930        |
| 157    | Кретов О. О.                                |                |                                                             | шахтар                                                       | | 237          | 07.05.1926        |
| 158    | Кривальов В. В.                             |                | Катеринославська губернія                                   | робочий-тесляр                                               | | 55           | 01.11.1922        |
| 159    | Кривенко П. Є.                              |                |                                                             | незаможник                                                   | |              | 01.09.1930        |
| 160    | Кривенок П. Г.                              |                |                                                             | шахтар-забійник                                              | | 225          | 07.05.1926        |
| 161    | Кривобок Є. П.                              |                | Полтавська губернія                                         | залізничник                                                  | «70 років, члена союзу залізничників. Робочого депо Полтава-Сорт. Південної залізниці, як ветерана праці за 46-літню добросовісну роботу на транспорті»                                                                                        | 79           | 03.11.1922        |
| 162    | Кригер К. С.                                |                | Волинська губернія                                          | кочегар                                                      | | 157          | 01.11.1922        |
| 163    | Кріпенко М. О.                              |                |                                                             | робочий-судобудівник                                         | | 166          | 04.11.1923        |
| 164    | Крупко П. Л.                                |                |                                                             | незаможник                                                   | |              | 01.09.1930        |
| 165    | Кузнецов Д. К.                              |                |                                                             | шахтар-забійник                                              | | 228          | 14.03.1925        |
| 166    | Кузнецов І. Є.                              |                |                                                             | шахтар-кріпильщик                                            | | 193          | 14.03.1925        |
| 167    | Курпас М. М.                                |                |                                                             | шахтар                                                       | |              | 31.10.1932        |
| 168    | Курчак А. М.                                |                |                                                             | незаможник                                                   | |              | 01.09.1930        |
| 169    | Куценко П. Є.                               |                | Чернігівська губернія                                       | колійний сторож                                              | | 140          | 03.11.1922        |
| 170    | Лавренко С. С.                              |                | Полтавська губернія                                         | слюсар-водопровідник                                         | «42 роки, члена союзу Рабкомхозу. Лінійного слюсаря водопроводу, за багаторічну корисну роботу на водопроводі і незалишенні відповідального чергування під час Громадянської війни, під обстрілом ворога»                                      | 80           | 03.11.1922        |
| 171    | Лацис М. І.                                 | латиш          | Харків                                                      | колишній голова ВУНК                                         | |              | 23.12.1927        |
| 172    | Лебедєв П. П.                               | росіянин       | Харків                                                      | начальник штабу УкрВО                                        | | 254          | 14.02.1928        |
| 173    | Лемешко М. А.                               |                | Кременчуцька губернія                                       | ст. машиніст водокачки                                       | | 69           | 01.11.1922        |
| 174    | Леоненко М. М.                              |                | Катеринославська губернія                                   | робочий-горновий                                             | | 45           | 01.11.1922        |
| 175    | Линецька О. Л.                              |                | Катеринославська губернія                                   | робітниця швейної фабрики                                    | | 41           | 01.11.1922        |
| 176    | Лисенко М. І.                               |                |                                                             | шахтар-забійник                                              | | 226          | 14.03.1925        |
| 177    | Лисенко Т. Д.                               | українець      | Одеса                                                       | завідувач агрономної лаболаторії                             | |              | 21.10.1931        |
| 178    | Лисогор С. М.                               |                |                                                             | робочий-слюсар                                               | |              | 20.03.1932        |
| 179    | Лисоцький В. І.                             |                |                                                             | співробітник робітничо-селянської міліції УРСР               | |              | 09.11.1932        |
| 180    | Листвин І. В.                               |                |                                                             | робочий пляшкового заводу                                    | |              | 05.11.1926        |
| 181    | Литвинов                                    |                | Маріупольська округа                                        | селянин                                                      | |              | 07.05.1925        |
| 182    | Литовченко П. І.                            |                | Харківська губернія                                         | машиніст водопроводу                                         | | 99           | 03.11.1922        |
| 183    | Лишенко С. Є.                               |                | Одеська губернія                                            | голова міськкому                                             | | 12           | 03.11.1922        |
| 184    | Лінінг М.П                                  |                |                                                             | ветеринарний лікар                                           | | 243          | 06.04.1926        |
| 185    | Лукін М. Ф.                                 | росіянин       | Харків                                                      | командир 23 стрілецької дивізії                              | | 370          | 04.12.1932        |
| 186    | Лук'янець                                   |                |                                                             | завідувач відділу Київського міськвиконкому                  | |              | 31.10.1932        |
| 187    | Любивий Д. Д.                               |                |                                                             | шахтар-забійник                                              | |              | 14.03.1925        |
| 188    | Любарський Д. М.                            |                | Одеська губернія                                            | робочий                                                      | «32 роки, член союзу металістів. За рідкісну дисциплінованість і велику ініціативу в області виробництва» | 15           | 03.11.1922        |
| 189    | Лютиков Ф. П.                               |                |                                                             | робочий-електрик                                             | | 196          | 14.03.1925        |
| 190    | Мазель З. А.                                |                |                                                             | завідувач Донецьким губздравом                               | | 4            | 01.03.1922        |
| 191    | Майтаг А. І.                                |                | Харківська губернія                                         | бригадир інструментального цеху                              | | 101          | 03.11.1922        |
| 192    | Макеєв М. В.                                |                |                                                             | шахтар-забійник                                              | | 200          | 14.03.1925        |
| 193    | Макида В. М.                                |                | Катеринославська губернія                                   | залізничник                                                  | | 34           | 01.11.1922        |
| 194    | Максимович А. П.                            |                |                                                             | завідувач заводської конюшні                                 | | 184          | 04.12.1923        |
| 195    | Малюхін А. С.                               |                | Катеринославська губернія                                   | робочий-покрівельник                                         | | 32           | 01.11.1922        |
| 196    | Мантафілова М. Ю.                           |                | Київська губернія                                           | робітниця швейної фабрики                                    | | 63           | 01.11.1922        |
| 197    | Манцев В. М.                                | росіянин       | Харків                                                      | народний комісар внутрішніх справ УСРР                       | | 163          | 01.08.1923        |
| 198    | Маринич М. І.                               |                | Чернігівська губернія                                       | робочий-слюсар                                               | | 139          | 03.11.1922        |
| 199    | Марков С. Ф.                                |                |                                                             | міліціонер                                                   | | 883          | 02.02.1929        |
| 200    | Мачулін М. М.                               |                | Харківська губернія                                         | механік типографії                                           | | 102          | 03.11.1922        |
| 201    | Машкін М. І.                                |                | Миколаївська губернія                                       | робочий-клепальник                                           | | 168          | 01.11.1922        |
| 202    | Меліхов М. М.                               |                |                                                             | шахтар                                                       | | 212          | 07.05.1926        |
| 203    | Метелиця П. А.                              |                |                                                             | незаможник                                                   | |              | 01.09.1930        |
| 204    | Мина М. Р.                                  |                |                                                             | незаможник                                                   | | 296          | 01.09.1930        |
| 205    | Миронов М. С.                               |                |                                                             | шахтар-забійник                                              | | 877          | 19.06.1928        |
| 206    | Михайленко Д. А.                            |                | Сумська округа                                              | селянин                                                      | | 161          | 01.08.1923        |
| 207    | Мишков М. Г.                                | українець      | Луганськ                                                    | голова Луганського повітового виконкому                      | | 137          | 24.01.1923        |
| 208    | Мірочник А. С.                              |                | Подільська губернія                                         | робочий-столяр                                               | | 132          | 03.11.1922        |
| 209    | Мітягін І. З.                               |                | Одеська губернія                                            | робочий-столяр                                               | «66 років, член союзу будівельних робітників. Столяра, як ветерана праці за більш ніж 60-річну роботу у виробництві» | 21           | 03.11.1922        |
| 210    | Міщук Я. Т.                                 |                |                                                             | незаможник                                                   | |              | 01.09.1930        |
| 211    | Монахов І.О                                 |                | Харківська губернія                                         | робочий фаянсової фабрики                                    | | 96           | 03.11.1922        |
| 212    | Моргун М. О.                                |                |                                                             | незаможник                                                   | |              | 01.09.1930        |
| 213    | Морозов А. Т.                               |                |                                                             | робочий-слюсар                                               | | 215          | 07.05.1926        |
| 214    | Мороховцев С. О.                            |                |                                                             | шахтар-забійник                                              | | 189          | 14.03.1925        |
| 215    | Муравйов М. В.                              |                | Катеринославська губернія                                   | робочий-маляр                                                | | 30           | 01.11.1922        |
| 216    | Нагорний А. Д.                              |                |                                                             | незаможник                                                   | |              | 01.09.1930        |
| 217    | Наронін М. К.                               |                | Волинська губернія                                          | робочий-слюсар                                               | | 159          | 01.11.1922        |
| 218    | Недзвецький О. М.                           |                | Харківська губернія                                         | залізничник                                                  | | 88           | 03.11.1922        |
| 219    | Неприцький Ф. Я.                            |                | Подільська губернія                                         | робочий-коваль                                               | | 130          | 03.11.1922        |
| 220    | Нерубенко Ф. Ф.                             |                |                                                             |                                                              | |              | 03.01.1928        |
| 221    | Нестеренко З. Ф.                            |                | Чернігівська губернія                                       | робочий-котельщик                                            | | 143          | 03.11.1922        |
| 222    | Никитин І. Г.                               |                | Миколаївська губернія                                       | робочий-чинбар                                               | | 175          | 01.11.1922        |
| 223    | Нілов І. Д.                                 |                |                                                             | шахтар-забійник                                              | | 221          | 07.05.1926        |
| 224    | Німець І. В.                                |                | Подільська губернія                                         | робочий-зв'язківець                                          | | 131          | 03.11.1922        |
| 225    | Новацький А. Г.                             |                | Катеринославська губернія                                   | робочий-металіст                                             | | 44           | 01.11.1922        |
| 226    | Норець І. П.                                |                |                                                             | міліціонер                                                   | |              | 09.11.1932        |
| 227    | Носов Д. З.                                 |                |                                                             | шахтар-десятник                                              | | 229          | 31.03.1925        |
| 228    | Нуромський О. К.                            |                |                                                             | начальник ветуправління УкрВО                                | |              | 14.02.1928        |
| 229    | Нус С. І.                                   |                |                                                             | голова райвиконкому                                          | |              | 05.09.1931        |
| 230    | Обисов Ф. Ф.                                |                |                                                             | шахтар-забійник                                              | | 211          | 07.05.1926        |
| 231    | Овсюченко М. С.                             |                | Катеринославська губернія                                   | мукобій млина                                                | | 36           | 01.11.1922        |
| 232    | Озолін Я. Е.                                | латиш          |                                                             |                                                              | |              | 31.07.1930        |
| 233    | Олейник П. П.                               |                | Одеська губернія                                            | машиніст водопроводу                                         | | 25           | 03.11.1922        |
| 234    | Осадченко В. В.                             |                | Одеська губернія                                            | машиніст водопроводу                                         | | 24           | 03.11.1922        |
| 235    | Остапенко Д.                                |                | Київська губернія                                           | робочий-чинбар                                               | | 10           | 01.11.1922        |
| 236    | Парубков-Волков І.                          |                | Харківська губернія                                         | робочий-кочегар                                              | | 86           | 03.11.1922        |
| 237    | Петренко С. А.                              |                |                                                             | незаможник                                                   | |              | 01.09.1930        |
| 238    | Петрович С. Е.                              |                |                                                             | робочий-хімік                                                | |              | 05.11.1926        |
| 239    | Петровський Г. І.                           | українець      |                                                             | голова ВУЦВК                                                 | «як ветерана революційного робочого руху, невтомного організатора і бійця за справу звільнення робочого класу, що віддав йому всі свої роки життя»                                                                                             | 116, 250     | .11.1922 .02.1928 |
| 240    | Петровський Ф. Д.                           | українець      |                                                             | незаможник                                                   | |              | 01.09.1930        |
| 241    | Підгірна М. І.                              |                |                                                             | незаможниця                                                  | |              | 01.09.1930        |
| 242    | Підковальников А. І.                        |                | Миколаївська губернія                                       | робочий-токар                                                | | 176          | 01.11.1922        |
| 243    | Підкуйченко Ф. К.                           |                | Катеринославська губернія                                   | робочий-слюсар                                               | | 49           | 01.11.1922        |
| 244    | Піскунов О. І.                              |                | Харківська губернія                                         | робочий-шорник                                               | | 107          | 03.11.1922        |
| 245    | Пістрик Ф. А.                               |                | Харківська губернія                                         | двірник                                                      | | 106          | 03.11.1922        |
| 246    | Плотников А. Д.                             |                |                                                             | старший міліціонер                                           | | 882          | 02.02.1929        |
| 247    | Поликовський Є. Г.                          |                |                                                             | поліграфіст                                                  | |              | 16.07.1921        |
| 248    | Понамарьов А.                               |                |                                                             | шахтар-забійник                                              | | 232          | 14.03.1925        |
| 249    | Понамарьов Є. М.                            |                |                                                             | шахтар-десятник                                              | | 218          | 07.05.1926        |
| 250    | Попов І. М.                                 |                |                                                             | замполіт конвойного полку                                    | |              | 10.12.1932        |
| 251    | Попов І. С.                                 |                | Харківська губернія                                         | робочий-столяр                                               | | 98           | 03.11.1922        |
| 252    | Примаков К. Т.                              |                | Одеська губернія                                            | робочий-ливарник                                             | | 14           | 03.11.1922        |
| 253    | Проскуровський Я. З.                        |                |                                                             | директор шкіртресту                                          | | 127/160      | 24.01.1923        |
| 254    | Притков Л. О.                               |                | Харківська губернія                                         | робочий-поліграфіст                                          | | 92           | 03.11.1922        |
| 255    | Радецький Б.                                |                | Київська губернія                                           | робочий-мідник                                               | |              | 01.11.1922        |
| 256    | Раковський Х. Г.                            | болгарин       | Харків                                                      | голова РНК УРСР                                              | |              | .01.1922 .08.1923 |
| 257    | Расков І. О.                                |                |                                                             | робочий                                                      | | 186          | 10.10.1924        |
| 258    | Расман К. Я.                                |                | Катеринославська губернія                                   | робочий-дротівник                                            | | 51           | 01.11.1922        |
| 259    | Рева О.                                     |                |                                                             | колгоспник                                                   | |              | 05.09.1931        |
| 260    | Реденс С. Ф.                                | поляк          |                                                             | співробітник ОДПУ                                            | |              | 23.12.1927        |
| 261    | Рейхман К. І.                               |                | Харківська губернія                                         | телеграфіст                                                  | | 93           | 03.11.1922        |
| 262    | Рибка К. І.                                 |                | с. Григорівка (нині с. Мильники), Чернігівщина              | член КНС, організатор та перший голова колгоспу              | | 290          | 01.09.1930        |
| 263    | Роге Я. П.                                  |                |                                                             | працівник фельдзв'язку                                       | |              | 13.12.1931        |
| 264    | Роздольський К. Г.                          |                |                                                             | начпод 23 стрілецької дивізії                                | |              | 04.12.1932        |
| 265    | Розов І. І.                                 |                |                                                             | працівник фельдзв'язку                                       | |              | 13.12.1931        |
| 266    | Романенко О. І.                             |                |                                                             | шахтар                                                       | | 195          | 14.03.1925        |
| 267    | Рудий Ю. В.                                 | білорус        | Харків                                                      | уповноважений НКШС                                           | «за енергічну і плідну працю» | 138          | 10.02.1923        |
| 268    | Рудикін М. І.                               |                | Харківська губернія                                         | коваль зооветтехнікуму                                       | |              | 03.11.1922        |
| 269    | Рудинштейн Ш. М. (ін.вар. Дудинштейн Ш. М.) |                | Волинська губернія                                          | робочий типографії                                           | | 156          | 01.11.1922        |
| 270    | Ряботенко О. І.                             | українець      | Харків                                                      | співробітник робочо-селянської міліції                       | |              | 09.11.1932        |
| 271    | Рябченко П. І.                              |                |                                                             | начальник Харківської окружної міліції                       | |              | 02.02.1927        |
| 272    | Сабітов С. Ш.                               |                |                                                             | співробітник робочо-селянської міліції УРСР                  | |              | 09.11.1932        |
| 273    | Садовський О. О.                            |                |                                                             | робочий-ливарник                                             | |              | 31.10.1932        |
| 274    | Садовський Ф. І.                            |                | Київська губернія                                           | робочий-слюсар                                               | | 58           | 01.11.1922        |
| 275    | Самойленко С. М.                            |                |                                                             |                                                              | |              | 31.07.1930        |
| 276    | Санжаревський М. Р.                         |                | Чернігівська губернія                                       | помічник майстра                                             | | 145          | 03.11.1922        |
| 277    | Санжиков Ф. Т.                              |                | Миколаївська губернія                                       | майстер-судоремонтник                                        | | 171          | 01.11.1922        |
| 278    | Сафонов К. Ф.                               |                |                                                             | директор кабельного заводу                                   | |              | 31.10.1932        |
| 279    | Свистун В. В.                               |                |                                                             | незаможник                                                   | |              | 19.09.1930        |
| 280    | Святошенко С. І.                            |                |                                                             | робочий                                                      | |              | 20.03.1932        |
| 281    | Сенькін О. І.                               |                |                                                             | співробітник ДПУ УРСР                                        | |              | 20.12.1932        |
| 282    | Сидоров І. М.                               |                |                                                             | начальник штабу 2-ї конвойної дивізії                        | |              | 20.12.1932        |
| 283    | Синельников С. С.                           |                | Катеринославська губернія                                   | робочий-деревообробник                                       | | 38           | 01.11.1922        |
| 284    | Скитаєв І. М.                               |                |                                                             | шахтар                                                       | | 210          | 07.05.1926        |
| 285    | Сковородкін Г. Ф.                           |                |                                                             | шахтар-кріпильщик                                            | | 190          | 14.03.1925        |
| 286    | Скрипник М. О.                              | українець      | Харків                                                      | народний комісар освіти УСРР                                 | |              | 20.02.1928        |
| 287    | Смерекер І. В.                              |                | Подільська губернія                                         | робочий-коваль                                               | | 133          | 03.11.1922        |
| 288    | Соколов М. Г.                               |                |                                                             | командир конвойного батальйону                               | |              | 20.12.1932        |
| 289    | Сороцький Л. М.                             | єврей          |                                                             | співробітник ДПУ УРСР                                        | |              | 20.12.1932        |
| 290    | Сорочан І. Д.                               |                |                                                             | майстер-ливарник                                             | |              | 31.10.1932        |
| 291    | Старостін В. П.                             |                | Катеринославська губернія                                   | робочий-ливарник                                             | | 47           | 01.11.1922        |
| 292    | Степанов С. О.                              |                | Миколаїв                                                    | директор заводу                                              | | 240          | 06.04.1926        |
| 293    | Стержинський І. А.                          |                | Київська губернія                                           | завідувач майстерні                                          | | 59           | 01.11.1922        |
| 294    | Суровцев О. Н.                              |                |                                                             | працівник фельдзв'язку                                       | |              | 13.12.1931        |
| 295    | Суслов Б. Я.                                |                | Харків                                                      | начальник Сануправління УкрВО                                | |              | 14.02.1928        |
| 296    | Сямарев Я. А.                               |                |                                                             | шахтар-забійник                                              | | 236          | 14.03.1925        |
| 297    | Татаренко І. С.                             |                | Харківська губернія                                         | робочий-столяр                                               | | 89           | 03.11.1922        |
| 298    | Терсянцев В. Д.                             |                | Полтавська губернія                                         | бригадир колісного цеху                                      | «63 роки, член союзу залізничників. Бригадира колісного цеху Полтавських паровозних майстерень, як ветерана праці за 48 річну добросовсну працю на транспорті»                                                                                 | 81           | 03.11.1922        |
| 299    | Тимофєєв М. М.                              |                | Донецьк → Харків                                            | співробітник ДПУ УРСР                                        | |              | 20.12.1932        |
| 300    | Тихонов Т. С.                               |                | Катеринославська губернія                                   | робочий-друкар                                               | | 54           | 01.11.1922        |
| 301    | Тишин С. К.                                 |                |                                                             | шахтар                                                       | | 220          | 07.05.1926        |
| 302    | Ткачова Н. П.                               |                | Харківська губернія                                         | прядильщиця                                                  | | 94           | 03.11.1922        |
| 303    | Толмачов Є. П.                              |                |                                                             | шахтар-забійник                                              | | 197          | 14.03.1925        |
| 304    | Трехлібов П. М.                             |                | Харківська губернія                                         | робочий-штукатур                                             | | 100          | 03.11.1922        |
| 305    | Тюрин П. І.                                 |                | Волинська губернія                                          | робочий млина                                                | | 158          | 01.11.1922        |
| 306    | Усиков М. М.                                |                |                                                             | робочий заводу ВЕК                                           | | 125          | 06.01.1923        |
| 307    | Федоренко І. Ф.                             |                |                                                             | шахтар-забійник                                              | | 235          | 14.03.1925        |
| 308    | Федоров В. І.                               |                | Миколаївська губернія                                       | робочий-слюсар                                               | | 178          | 01.11.1922        |
| 309    | Федоров В. Ф.                               |                | Миколаївська губернія                                       | робочий-шліфувальник                                         | | 169          | 01.11.1922        |
| 310    | Федоров І. І.                               |                |                                                             |                                                              | | 162          | 08.03.1922        |
| 311    | Федяєв М.                                   |                |                                                             | шахтар-забійник                                              | | 198          | 14.03.1925        |
| 312    | Фесюн В. В.                                 |                |                                                             | незаможник                                                   | |              | 01.09.1930        |
| 313    | Фесюн П. В.                                 |                |                                                             | незаможник                                                   | | 292          | 01.09.1930        |
| 314    | Фіалковський І. С.                          |                | Волинська губернія                                          | набірник типографії                                          | | 155          | 01.11.1922        |
| 315    | Фішман Й. І.                                |                | Одеська губернія                                            | робочий-чоботар                                              | «55 років, член союзу чинбарів. Чоботаря-механіка І-ї держобувної фабрики шкіртресту, як ветерана праці за 43-річну роботу, свідоме і активне відношення до робочого руху»                                                                     | 16           | 03.11.1922        |
| 316    | Фуртаненко М. Ю.                            |                |                                                             | машиніст парових машин                                       | | 68           | 31.01.1923        |
| 317    | Харін Ф. В.                                 |                | Чернігівська губернія                                       | робочий-столяр                                               | | 147          | 03.11.1922        |
| 318    | Харитоненко К. С.                           |                | Чернігівська губернія                                       | робочий-котельщик                                            | | 142          | 03.11.1922        |
| 319    | Харламов М. І.                              |                |                                                             | шахтар                                                       | | 224          | 07.05.1926        |
| 320    | Харченко О. Ф.                              |                |                                                             | незаможник                                                   | |              | 01.09.1930        |
| 321    | Хіоні В. М.                                 | грек           | Одеса                                                       | інженер авіамейстерні                                        | | 178          | 04.11.1924        |
| 322    | Хрюкалов А. М.                              |                |                                                             | шахтар                                                       | | 213          | 07.05.1926        |
| 323    | Царенко В. А.                               |                |                                                             | незаможник                                                   | |              | 01.09.1930        |
| 324    | Циркович С. Г.                              |                | Одеська губернія                                            | метранпаж типографії                                         | «член союзу робочих поліграфічного виробництва, 62 роки. Метранпажа, як ветерана праці, за 47-річну віддану і свідому роботу» | 18           | 03.11.1922        |
| 325    | Черненко К. О.                              |                |                                                             | робочий-коваль                                               | |              | 31.03.1925        |
| 326    | Чернишов Т. Ф.                              |                | Миколаївська губернія                                       | робочий-столяр                                               | | 172          | 01.11.1922        |
| 327    | Чирва Ф. Г.                                 |                |                                                             | дезинфектор                                                  | |              | 01.03.1922        |
| 328    | Чубар В. Я.                                 | українець      | Харків                                                      | голова Ради народних комісарів УРСР                          | |              | 18.07.1928        |
| 329    | Шайков Т. А.                                |                |                                                             | шахтар                                                       | | 222          | 07.05.1926        |
| 330    | Шарандін К. Є.                              |                |                                                             | шахтар-забійник                                              | | 231          | 14.03.1925        |
| 331    | Шарапов В.М.                                |                |                                                             | командир конвойного полку                                    | | 358          | 20.12.1932        |
| 332    | Шахнес Д. Ц.                                |                | Кременчуцька губернія                                       | майстер-прядильник                                           | | 73           | 01.11.1922        |
| 333    | Шварц І. І.                                 | єврей          |                                                             | колишній голова Всеукраїнської надзвичайної комісії          | | 240          | 23.12.1927        |
| 334    | Шейко Т. І.                                 |                |                                                             | робочий                                                      | |              | 20.03.1932        |
| 335    | Шелестов О. С.                              |                |                                                             | шахтар-забійник                                              | | 223          | 07.05.1926        |
| 336    | Шестопалов П. А.                            |                | Подільська губернія                                         | робочий-металіст                                             | | 128          | 03.11.1922        |
| 337    | Шкварков Т.                                 |                | Катеринославська губернія                                   | опалювач почтової контори                                    | | 43           | 01.11.1922        |
| 338    | Шкурупін І. А.                              |                |                                                             | шахтар                                                       | |              | 25.07.1931        |
| 339    | Шпанов Я. М.                                |                |                                                             | робочий-хімік                                                | | 261          | 05.11.1926        |
| 340    | Шпиндяк Я. Ш.                               |                | Катеринославська губернія                                   | робочий-взуттяр                                              | | 27           | 01.11.1922        |
| 341    | Шпотанський З. В.                           |                | Київська губернія                                           | робочий-миловар                                              | | 61           | 01.11.1922        |
| 342    | Штерн А. Б.                                 |                |                                                             | начальник Укправління Наркомпромисловості УСРР               | |              | 22.08.1922        |
| 343    | Шуман Ф. К.                                 |                |                                                             | командир 9 конвойного батальйону                             | | 359          | 20.12.1932        |
| 344    | Шумейко С. І.                               |                |                                                             | незаможник                                                   | | 294          | 01.09.1930        |
| 345    | Щепкін П. В.                                |                | с.Липці, Харківська округа                                  | вчитель сільської школи                                      | | 180          | 04.11.1924        |
| 346    | Щербак М. Є.                                |                | Харківська губернія                                         | вичисник котлів                                              | | 84           | 03.11.1922        |
| 347    | Юрченко О. О.                               |                | Подільська губернія                                         | старший майстер                                              | | 134          | 03.11.1922        |
| 348    | Якимович І. К.                              | росіянин       | Харків                                                      | начальник робітничо-селянської міліції                       | |              | 30.01.1929        |
| 349    | Якуба П. С.                                 |                | Харківська губернія                                         | робочий-ливарник                                             | | 85           | 03.11.1922        |
| 350    | Янишевський О. С.                           |                |                                                             | співробітник ДПУ УСРР                                        | |              | 20.12.1932        |
| 351    | Яровий Г. К.                                |                |                                                             | робочий                                                      | |              | 20.03.1932        |
| 352    | Ястремський С. С.                           |                |                                                             | робочий-коваль                                               | | 187          | 10.04.1924        |

### Нагороджені колективи
| № п/ п | Назва організації, військового підрозділу, адміністративної одиниці | Реляція | Номер ордена | Дата нагородження |
| ------ | ------------------------------------------------------------------- | ------- | ------------ | ----------------- |
| 1      | 1-й залізничний полк ЛВО                                            |         | 259          | 14.02.1928        |
| 2      | 1-ша Запорізька дивізія Червоного козацтва                          |         |              | 25.11.1929        |
| 3      | 2-га Чернігівська дивізія Червоного козацтва                        |         |              | 7.01.1933         |
| 4      | 3-й залізничний полк БВО                                            |         |              | 14.02.1928        |
| 5      | 3-й полк зв'язку УкрВО                                              |         |              | 20.03.1932        |
| 6      | 4-й залізничний полк УкрВО                                          |         |              | 14.02.1928        |
| 7      | 6-й залізничний полк УкрВО                                          |         | 265          | 14.02.1928        |
| 8      | 9-й залізничний полк СибВО                                          |         | 267          | 14.02.1928        |
| 9      | 9-й окремий саперний батальйон УкрВО                                |         |              | 14.02.1928        |
| 10     | 9-й полк зв'язку БВО                                                |         |              | 14.02.1928        |
| 11     | 10-й окремий саперний батальйон МВО                                 |         |              | 14.02.1928        |
| 12     | 14-та кавалерійська дивізія 1-ї кінної армії                        |         |              | 08.05.1921        |
| 13     | 15-та стрілецька дивізія Збройних сил України та Криму              |         |              | 08.05.1921        |
| 14     | 17-й окремий саперний батальйон УкрВО                               |         | 269          | 14.02.1928        |
| 15     | 30-та стрілецька дивізія Збройних сил України та Криму              |         |              | 08.05.1921        |
| 16     | 45-та стрілецька дивізія УкрВО                                      |         |              | 06.09.1922        |
| 17     | 51-ша стрілецька дивізія Збройних сил України та Криму              |         | 884          | 08.05.1921        |
| 18     | Виконком Ізюмської повітової Ради                                   |         |              | 15.03.1922        |
| 19     | Виконком Костянтиноградської повітової Ради                         |         | 117          | 15.11.1922        |
| 20     | Всеукраїнський профсоюз робітників просвітництва                    |         |              | 24.07.1930        |
| 21     | Завод імені Андре Марті                                             |         | 208          | 06.04.1926        |
| 22     | Земельний відділ Чернігівського губвиконкому                        |         |              | 03.01.1922        |
| 23     | Київський завод «Арсенал»                                           |         | 164/3031     | 04.11.1923        |
| 24     | Київські Головні електромеханічні майстерні                         |         | 275          | 24.04.1928        |
| 25     | Ксаверівська сільськогосподарська комуна                            |         |              | 06.03.1928        |
| 26     | Лозівський район                                                    |         | 314          | 05.09.1931        |
| 27     | Радгосп імені Т. Г. Шевченка                                        |         | 887          | 11.02.1930        |
| 28     | Робітники міста Катеринослав                                        |         |              | 18.10.1922        |
| 29     | Робітники міста Київ                                                |         |              | 18.10.1922        |
| 30     | Робітники та селяни Київської губернії                              |         |              | 18.10.1922        |
| 31     | Робітники та службовці Украйшкіртресту                              |         | 115          | 22.11.1922        |
| 32     | Троїцька районна організація КНС                                    |         |              | 19.09.1930        |